# 金井景子
金井 景子（かない けいこ、1957年 - ）は、日本近代文学研究者。早稲田大学教育学部教授。

## 略歴
大阪府生まれ。富士見中学高等学校、早稲田大学文学部を経て、1989年に早稲田大学大学院文学研究科博士後期課程満期退学。中学・高校・専門学校・短期大学・進学塾などで国語と文学を教える。1997年、亜細亜大学教養部助教授に就任。1999年に早稲田大学助教授となり、2003年に同教授に昇任。
川端康成や正岡子規の研究からスタートしたが、教育界や学界の男女間格差などから次第にフェミニストとして主張を始める。大学では専門のほかに、ジェンダー論の授業を担当。ジェンダーフリーについても国語教育との結びつきを模索し、「男の子もスカートを穿く」ということが本人評として話題になっているが、異なる身体、異なる視点を体験することで、性の枠にとらわれ過ぎないことが、豊かな人生に繋がると本人は語っている。ジェンダーフリーを単純に男女の差をなくすことだとするような原理主義はとらず、こころや言葉、身体の自由をどのように獲得するかを実践的に追究している。水俣へも持続的に関心を示している。
日本大学教授・紅野謙介と結婚しており、その父は早稲田大学国文科の名誉教授・紅野敏郎である。

## 著書
- 真夜中の彼女たち 書く女の近代 筑摩書房 1995

## 共編著
- 『女子高生のための文章図鑑』筑摩書房 1992、ISBN 978-4-48091713-3
- 『男子高生のための文章図鑑』筑摩書房 1993、ISBN 978-4-48091715-7
- 『文学がもっと面白くなる 近代日本文学を読み解く33の扉 』共著 ダイヤモンド社 1998、ISBN 978-4-47893032-8
- 『幸田文の世界 』共編 翰林書房 1998、ISBN 978-4-87737054-1
- 『ジェンダー・フリー教材の試み 国語にできること』編著 学文社 2001、ISBN 978-4-76201028-6
- 『声の力と国語教育』共著:大津雄一 学文社 2007、ISBN 978-4-76201674-5
- 『教育のなかのマイノリティを語る―高校中退・夜間中学・外国につながる子ども・LGBT・沖縄の歴史教育』 明石書店 2018 共著:前川喜平、青砥恭、関本保孝、善元幸夫、新城俊昭 ISBN 978-4-75034714-1